# بادولس
بادولس (به اسپانیایی: Badules) یک دهستان در اسپانیا است که در استان ساراگوسا واقع شده‌است. بادولس ۱۹ کیلومتر مربع مساحت و ۱۰۷ نفر جمعیت دارد.

## نگارخانه

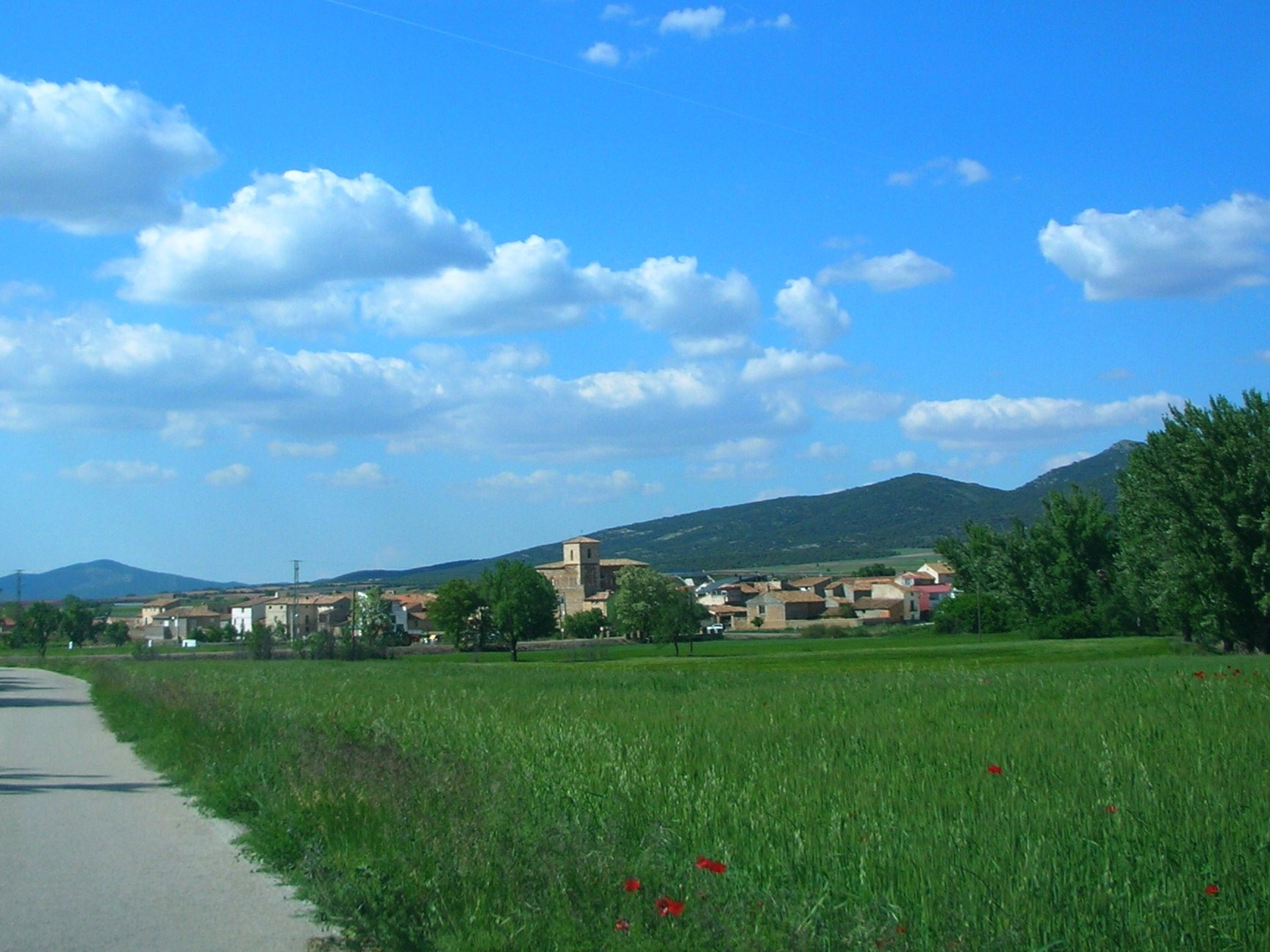